# Coppa Italia Serie C 2020-2021 (calcio femminile)
L'edizione 2020-2021 è stata la terza edizione della Coppa Italia Serie C di calcio femminile. Il torneo è iniziato il 20 settembre 2020. Il torneo, dopo una nuova emergenza sanitaria che ha visto la sospensione delle attività dilettantistiche, causata dalla diffusione della pandemia di COVID-19, è stato annullato il 26 novembre 2020 con un comunicato ufficiale emanato dalla Dipartimento Calcio Femminile.

## Squadre partecipanti
Partecipano alla competizione le 49 squadre appartenenti ai 4 gironi della Serie C.

### Girone A
- Alessandria
- Azalee
- Campomorone Lady
- Caprera
- Genoa
- Independiente Ivrea
- Pinerolo
- Pro Sesto
- Real Meda
- Speranza Agrate
- Spezia
- Torino

### Girone B
- Accademia SPAL
- Atletico Oristano
- Brixen OBI
- Cortefranca
- Isera
- Le Torri
- Padova
- Portogruaro[3]
- Trento CF
- Triestina
- Unterland
- Venezia
- Vittorio Veneto

### Girone C
- Aprilia Racing
- Arezzo
- Bologna
- Cella
- Ducato Spoleto
- Filecchio Fratres
- L.F. Jesina
- Pistoiese 2016
- Riccione
- Roma XIV
- Torres
- Vis Civitanova

### Girone D
- Apulia Trani
- Chieti
- Crotone[4]
- Formello Cross Roads
- Le Streghe Benevento
- Lecce
- Monreale
- Palermo
- Pescara
- Res Roma
- S. Egidio
- Ternana[5]

## Date
| Fase               | Turno            | Data              |                   |
| ------------------ | ---------------- | ----------------- | ----------------- |
| Gironi eliminatori | 1ª giornata      | 20 settembre 2020 | 20 settembre 2020 |
| Gironi eliminatori | 2ª giornata      | 27 settembre 2020 | 27 settembre 2020 |
| Gironi eliminatori | 3ª giornata      | 4 ottobre 2020    | 4 ottobre 2020    |
| Fase finale        | Ottavi di finale | Non disputati     | Non disputati     |
| Fase finale        | Quarti di finale | Non disputati     | Non disputati     |
| Fase finale        | Semifinali       | Non disputate     | Non disputate     |
| Fase finale        | Finale           | Non disputata     | Non disputata     |

## Formula
A questa edizione della competizione prendono parte le 49 squadre partecipanti alla Serie C. La competizione si articola su cinque fasi: gironi preliminari, ottavi, quarti, semifinali e finale. La prima fase è caratterizzata dai gironi eliminatori: le 49 squadre sono suddivise in 16 raggruppamenti, ovvero quattro gironi da quattro squadre, nove gironi da tre squadre e tre accoppiamento, secondo criteri di vicinanza geografica. Nei raggruppamenti si disputano partite di sola andata, mentre gli accoppiamenti prevedono partite di andata e ritorno; vengono ammesse alla seconda fase solamente le sedici vincitrici dei raggruppamenti. A partire dalla seconda fase tutte le gare si disputano ad eliminazione diretta: ottavi, quarti e finale in gara unica, semifinali in gare di andata e ritorno.

## Primo turno
La composizione dei sedici gironi eliminatori è stata effettuata il 24 agosto 2020, mentre il sorteggio per la determinazione della squadra che disputa la prima giornata in casa si è tenuto il 2 settembre 2020. Nei gironi a tre squadre, nella seconda giornata riposa la squadra vittoriosa nella prima giornata o, in caso di pareggio, la squadra che ha giocato in trasferta la prima giornata.

### Raggruppamento 1

#### Classifica
| Pos. | Squadra      | Pt | G | V | N | P | GF | GS | DR  |
| ---- | ------------ | -- | - | - | - | - | -- | -- | --- |
| 1.   | Apulia Trani | 4  | 2 | 1 | 1 | 0 | 8  | 3  | +5  |
| 2.   | Lecce        | 4  | 2 | 1 | 1 | 0 | 7  | 2  | +5  |
| 3.   | Crotone      | 0  | 2 | 0 | 0 | 2 | 3  | 13 | -10 |

#### Risultati
| Collepasso 20 settembre 2020, ore 11:00 CEST 1ª giornata | Lecce | 6 – 1 | Crotone | Campo comunale |

| Sersale 27 settembre 2020, ore 15:30 CEST 2ª giornata | Crotone | 2 – 7 | Apulia Trani | Campo comunale Ferrarizzi |

| Trani 4 ottobre 2020, ore 15:30 CEST 3ª giornata | Apulia Trani | 1 – 1 | Lecce | Stadio comunale |

### Raggruppamento 2

#### Classifica
| Pos. | Squadra              | Pt | G | V | N | P | GF | GS | DR |
| ---- | -------------------- | -- | - | - | - | - | -- | -- | -- |
| 1.   | S. Egidio            | 6  | 2 | 2 | 0 | 0 | 8  | 0  | +8 |
| 2.   | Ternana              | 3  | 2 | 1 | 0 | 1 | 3  | 5  | -2 |
| 3.   | Le Streghe Benevento | 0  | 2 | 0 | 0 | 2 | 0  | 6  | -6 |

#### Risultati
| Sant'Egidio del Monte Albino 20 settembre 2020, ore 15:30 CEST 1ª giornata | S. Egidio | 5 – 0 | Ternana | Campo A. Spirito |

| Terni 27 settembre 2020, ore 15:30 CEST 2ª giornata | Ternana | 3 – 0 A tavolino | Le Streghe Benevento | Campo Campitello |

| 4 ottobre 2020, ore 15:30 CEST 3ª giornata | Le Streghe Benevento | 0 – 3 A tavolino | S. Egidio |  |

### Raggruppamento 3

#### Classifica
| Pos. | Squadra           | Pt | G | V | N | P | GF | GS | DR |
| ---- | ----------------- | -- | - | - | - | - | -- | -- | -- |
| 1.   | Torres            | 6  | 2 | 2 | 0 | 0 | 9  | 2  | +7 |
| 2.   | Atletico Oristano | 3  | 2 | 1 | 0 | 1 | 5  | 7  | -2 |
| 3.   | Caprera           | 0  | 2 | 0 | 0 | 2 | 0  | 5  | -5 |

#### Risultati
| La Maddalena 20 settembre 2020, ore 15:30 CEST 1ª giornata | Caprera | 0 – 3 A tavolino | Atletico Oristano | Campo comunale Delfino |

| Usini 27 settembre 2020, ore 15:30 CEST 2ª giornata | Torres | 2 – 0 | Caprera | Campo Peppino Sau |

| Oristano 4 ottobre 2020, ore 15:30 CEST 3ª giornata | Atletico Oristano | 2 – 7 | Torres | Stadio Tharros |

### Raggruppamento 4

#### Classifica
| Pos. | Squadra              | Pt | G | V | N | P | GF | GS | DR  |
| ---- | -------------------- | -- | - | - | - | - | -- | -- | --- |
| 1.   | Res Roma             | 9  | 3 | 3 | 0 | 0 | 18 | 0  | +18 |
| 2.   | Aprilia Racing       | 4  | 3 | 1 | 1 | 1 | 3  | 5  | -2  |
| 3.   | Roma XIV             | 3  | 3 | 1 | 0 | 2 | 4  | 11 | -7  |
| 4.   | Formello Cross Roads | 1  | 3 | 0 | 1 | 2 | 2  | 11 | -9  |

#### Risultati
| Formello 20 settembre 2020, ore 15:30 CEST 1ª giornata | Formello Cross Roads | 1 – 3 | Roma XIV | Centro sportivo P.M. Garofoli A |

| Marina di Ardea 20 settembre 2020, ore 15:30 CEST 1ª giornata | Aprilia Racing | 0 – 3 | Res Roma | Campo Pineta dei Liberti A |

| Roma 27 settembre 2020, ore 15:30 CEST 2ª giornata | Roma XIV | 1 – 2 | Aprilia Racing | Campo sportivo don Puglisi |

| Roma 27 settembre 2020, ore 15:30 CEST 2ª giornata | Res Roma | 7 – 0 | Formello Cross Roads | Campo sportivo Tor Bella Monaca |

| Roma 4 ottobre 2020, ore 15:30 CEST 3ª giornata | Res Roma | 8 – 0 | Roma XIV | Campo sportivo Tor Bella Monaca |

| Formello 4 ottobre 2020, ore 15:30 CEST 3ª giornata | Formello Cross Roads | 1 – 1 | Aprilia Racing | Centro sportivo P.M. Garofoli A |

### Raggruppamento 5

#### Classifica
| Pos. | Squadra        | Pt | G | V | N | P | GF | GS | DR  |
| ---- | -------------- | -- | - | - | - | - | -- | -- | --- |
| 1.   | Chieti         | 6  | 2 | 2 | 0 | 0 | 14 | 2  | +12 |
| 2.   | Pescara        | 3  | 2 | 1 | 0 | 1 | 10 | 5  | +5  |
| 3.   | Ducato Spoleto | 0  | 2 | 0 | 0 | 2 | 0  | 17 | -17 |

#### Risultati
| Città Sant'Angelo 20 settembre 2020, ore 15:30 CEST 1ª giornata | Pescara | 2 – 5 | Chieti | Centro sportivo Poggio degli Ulivi |

| San Giacomo 27 settembre 2020, ore 15:30 CEST 2ª giornata | Ducato Spoleto | 0 – 8 | Pescara | Stadio comunale Marco Capitini |

| Chieti 4 ottobre 2020, ore 15:30 CEST 3ª giornata | Chieti | 9 – 0 | Ducato Spoleto | Stadio Guido Angelini |

### Raggruppamento 6

#### Classifica
| Pos. | Squadra        | Pt | G | V | N | P | GF | GS | DR |
| ---- | -------------- | -- | - | - | - | - | -- | -- | -- |
| 1.   | L.F. Jesina    | 6  | 2 | 2 | 0 | 0 | 7  | 0  | +7 |
| 2.   | Riccione       | 3  | 2 | 1 | 0 | 1 | 2  | 2  | 0  |
| 3.   | Vis Civitanova | 0  | 2 | 0 | 0 | 2 | 1  | 8  | -7 |

#### Risultati
| Riccione 20 settembre 2020, ore 15:30 CEST 1ª giornata | Riccione | 0 – 1 | L.F. Jesina | Stadio Italo Nicoletti |

| Civitanova Marche 27 settembre 2020, ore 15:30 CEST 2ª giornata | Vis Civitanova | 1 – 2 | Riccione | Stadio comunale |

| Jesi 4 ottobre 2020, ore 15:30 CEST 3ª giornata | L.F. Jesina | 6 – 0 | Vis Civitanova | Campo polisportivo Cardinaletti |

### Raggruppamento 7

#### Classifica
| Pos. | Squadra           | Pt | G | V | N | P | GF | GS | DR |
| ---- | ----------------- | -- | - | - | - | - | -- | -- | -- |
| 1.   | Arezzo            | 6  | 2 | 2 | 0 | 0 | 7  | 1  | +6 |
| 2.   | Filecchio Fratres | 3  | 2 | 1 | 0 | 1 | 3  | 4  | -1 |
| 3.   | Pistoiese 2016    | 0  | 2 | 0 | 0 | 2 | 0  | 5  | -5 |

#### Risultati
| Arezzo 20 settembre 2020, ore 15:30 CEST 1ª giornata | Arezzo | 3 – 0 | Pistoiese 2016 | Centro sportivo Luciano Giunti B |

| Margine Coperta 27 settembre 2020, ore 15:30 CEST 2ª giornata | Pistoiese 2016 | 0 – 2 | Filecchio Fratres | Centro sportivo |

| Barga 4 ottobre 2020, ore 15:30 CEST 3ª giornata | Filecchio Fratres | 1 – 4 | Arezzo | Campo Johnny Moscardini |

### Raggruppamento 8

#### Classifica
| Pos. | Squadra          | Pt | G | V | N | P | GF | GS | DR  |
| ---- | ---------------- | -- | - | - | - | - | -- | -- | --- |
| 1.   | Campomorone Lady | 6  | 2 | 2 | 0 | 0 | 11 | 0  | +11 |
| 2.   | Genoa            | 3  | 2 | 1 | 0 | 1 | 6  | 4  | +2  |
| 3.   | Spezia           | 0  | 2 | 0 | 0 | 2 | 2  | 15 | -13 |

#### Risultati
| Genova 20 settembre 2020, ore 15:30 CEST 1ª giornata | Genoa | 0 – 2 | Campomorone Lady | Campo Praese |

| Genova 30 settembre 2020, ore 19:15 CEST 2ª giornata | Campomorone Lady | 9 – 0 | Spezia | Campo sportivo Begato |

| Santo Stefano di Magra 4 ottobre 2020, ore 15:30 CEST 3ª giornata | Spezia | 2 – 6 | Genoa | Campo sportivo L. Camaiora |

### Raggruppamento 9

#### Classifica
| Pos. | Squadra        | Pt | G | V | N | P | GF | GS | DR  |
| ---- | -------------- | -- | - | - | - | - | -- | -- | --- |
| 1.   | Bologna        | 6  | 2 | 2 | 0 | 0 | 5  | 1  | +4  |
| 2.   | Accademia SPAL | 3  | 2 | 1 | 0 | 1 | 9  | 3  | +6  |
| 3.   | Cella          | 0  | 2 | 0 | 0 | 2 | 1  | 11 | -10 |

#### Risultati
| Vigarano Mainarda 27 settembre 2020, ore 15:30 CEST 1ª giornata | Accademia SPAL | 9 – 0 | Cella | Campo sportivo |

| Cavriago 4 ottobre 2020, ore 15:30 CEST 2ª giornata | Cella | 1 – 2 | Bologna | Campo parrocchiale La Pratina |

| Granarolo dell'Emilia 28 ottobre 2020, ore 20:45 CET 3ª giornata | Bologna | 3 – 0 | Accademia SPAL | Stadio Luciano Bonarelli |

### Raggruppamento 10
| Squadra 1                     | Totale          | Squadra 2 | Andata | Ritorno |
| ----------------------------- | --------------- | --------- | ------ | ------- |
| 20 settembre / 4 ottobre 2020 |                 |           |        |         |
| Triestina                     | 3 - 3 (2-3 dtr) | Venezia   | 2 - 1  | 1 - 2   |

#### Risultati
| Sgonico 20 settembre 2020, ore 15:30 CEST Gara di andata | Triestina | 2 – 1 | Venezia | Campo Rouna |

| Marcon 4 ottobre 2020, ore 15:30 CEST Gara di ritorno | Venezia              | 2 – 1 | Triestina | Campo N. Rocco |
| \| \| \| \| \| \| Tiri di rigore 3 – 2 \| \|          |                      |       |           |                |
|                                                       |                      |       |           |                |
|                                                       | Tiri di rigore 3 – 2 |       |           |                |

### Raggruppamento 11

#### Classifica
| Pos. | Squadra    | Pt | G | V | N | P | GF | GS | DR  |
| ---- | ---------- | -- | - | - | - | - | -- | -- | --- |
| 1.   | Trento CF  | 9  | 3 | 3 | 0 | 0 | 8  | 0  | +8  |
| 2.   | Brixen OBI | 6  | 3 | 2 | 0 | 1 | 3  | 1  | +2  |
| 3.   | Unterland  | 3  | 3 | 1 | 0 | 2 | 4  | 3  | +1  |
| 4.   | Isera      | 0  | 3 | 0 | 0 | 3 | 1  | 12 | -11 |

#### Risultati
| Isera 20 settembre 2020, ore 15:30 CEST 1ª giornata | Isera | 0 – 6 | Trento CF | Campo comunale |

| Bressanone 20 settembre 2020, ore 15:30 CEST 1ª giornata | Brixen OBI | 1 – 0 | Unterland | Campo Jugendhort |

| Mattarello 27 settembre 2020, ore 15:30 CEST 2ª giornata | Trento CF | 1 – 0 | Unterland | Campo comunale |

| Bressanone 27 settembre 2020, ore 15:30 CEST 2ª giornata | Brixen OBI | 2 – 0 | Isera | Campo Jugendhort |

| Cortina sulla Strada del Vino 4 ottobre 2020, ore 15:30 CEST 3ª giornata | Unterland | 4 – 1 | Isera | Campo comunale |

| Mattarello 4 ottobre 2020, ore 15:30 CEST 3ª giornata | Trento CF | 1 – 0 | Brixen OBI | Campo comunale |

### Raggruppamento 12

#### Classifica
| Pos. | Squadra         | Pt | G | V | N | P | GF | GS | DR  |
| ---- | --------------- | -- | - | - | - | - | -- | -- | --- |
| 1.   | Padova          | 7  | 3 | 2 | 1 | 0 | 13 | 0  | +13 |
| 2.   | Portogruaro     | 6  | 3 | 2 | 0 | 1 | 3  | 3  | 0   |
| 3.   | Vittorio Veneto | 4  | 3 | 1 | 1 | 1 | 6  | 1  | +5  |
| 4.   | Le Torri        | 0  | 3 | 0 | 0 | 3 | 0  | 18 | -18 |

#### Risultati
| Torri di Quartesolo 20 settembre 2020, ore 15:30 CEST 1ª giornata | Le Torri | 0 – 6 | Vittorio Veneto | Campo Lerino |

| Padova 20 settembre 2020, ore 15:30 CEST 1ª giornata | Padova | 3 – 0 | Portogruaro | Campo comunale Vermigli |

| Vittorio Veneto 27 settembre 2020, ore 15:30 CEST 2ª giornata | Vittorio Veneto | 0 – 0 | Padova | Stadio Paolo Barison |

| Portogruaro 27 settembre 2020, ore 15:30 CEST 2ª giornata | Portogruaro | 2 – 0 | Le Torri | Stadio comunale Mecchia |

| Torri di Quartesolo 4 ottobre 2020, ore 15:30 CEST 3ª giornata | Le Torri | 0 – 10 | Padova | Campo Lerino |

| Portogruaro 4 ottobre 2020, ore 15:30 CEST 3ª giornata | Portogruaro | 1 – 0 | Vittorio Veneto | Stadio comunale Mecchia |

### Raggruppamento 13
| Squadra 1                     | Totale | Squadra 2 | Andata | Ritorno |
| ----------------------------- | ------ | --------- | ------ | ------- |
| 20 settembre / 4 ottobre 2020 |        |           |        |         |
| Monreale                      | 5 - 6  | Palermo   | 3 - 1  | 2 - 5   |

#### Risultati
| Palermo 20 settembre 2020, ore 15:30 CEST Gara di andata | Monreale | 3 – 1 | Palermo | Campo Louis Ribolla |

| Carini 4 ottobre 2020, ore 15:30 CEST Gara di ritorno | Palermo | 5 – 2 | Monreale | Campo Pasqualino |

### Raggruppamento 14

#### Classifica
| Pos. | Squadra         | Pt | G | V | N | P | GF | GS | DR |
| ---- | --------------- | -- | - | - | - | - | -- | -- | -- |
| 1.   | Cortefranca     | 6  | 2 | 2 | 0 | 0 | 5  | 0  | +5 |
| 2.   | Pro Sesto       | 3  | 2 | 1 | 0 | 1 | 3  | 4  | -1 |
| 3.   | Speranza Agrate | 0  | 2 | 0 | 0 | 2 | 2  | 6  | -5 |

#### Risultati
| Agrate Brianza 20 settembre 2020, ore 15:30 CEST 1ª giornata | Speranza Agrate | 2 – 3 | Pro Sesto | Campo Salvatore Missaglia |

| Corte Franca 27 settembre 2020, ore 15:30 CEST 2ª giornata | Cortefranca | 3 – 0 | Speranza Agrate | Centro sportivo Lorenzo Buffoli, campo 1 |

| Sesto San Giovanni 4 ottobre 2020, ore 15:30 CEST 3ª giornata | Pro Sesto | 0 – 2 | Cortefranca | Stadio Breda B |

### Raggruppamento 15
| Squadra 1                     | Totale | Squadra 2 | Andata | Ritorno |
| ----------------------------- | ------ | --------- | ------ | ------- |
| 20 settembre / 4 ottobre 2020 |        |           |        |         |
| Real Meda                     | 3 - 1  | Azalee    | 2 - 1  | 1 - 0   |

#### Risultati
| Meda 20 settembre 2020, ore 17:00 CEST Gara di andata | Real Meda | 2 – 1 | Azalee | Centro sportivo Città di Meda, campo 1 |

| Gallarate 4 ottobre 2020, ore 15:30 CEST Gara di ritorno | Azalee | 0 – 1 | Real Meda | Campo comunale Maino |

### Raggruppamento 16

#### Classifica
| Pos. | Squadra             | Pt | G | V | N | P | GF | GS | DR |
| ---- | ------------------- | -- | - | - | - | - | -- | -- | -- |
| 1.   | Torino              | 7  | 3 | 2 | 1 | 0 | 7  | 2  | +5 |
| 2.   | Alessandria         | 4  | 3 | 1 | 1 | 1 | 3  | 4  | -1 |
| 3.   | Independiente Ivrea | 3  | 3 | 1 | 0 | 2 | 1  | 4  | -3 |
| 4.   | Pinerolo            | 2  | 3 | 0 | 2 | 1 | 1  | 2  | -1 |

#### Risultati
| Alessandria 20 settembre 2020, ore 15:30 CEST 1ª giornata | Alessandria | 0 – 0 | Pinerolo | Campo ex Casermette |

| Pianezza 20 settembre 2020, ore 15:30 CEST 1ª giornata | Torino | 2 – 0 | Independiente Ivrea | Stadio comunale |

| Pinerolo 27 settembre 2020, ore 15:30 CEST 2ª giornata | Pinerolo | 1 – 1 | Torino | Stadio Luigi Barbieri |

| Bollengo 27 settembre 2020, ore 15:30 CEST 2ª giornata | Independiente Ivrea | 0 – 2 | Alessandria | Campo Giacomo Gaglione |

| Pinerolo 4 ottobre 2020, ore 15:30 CEST 3ª giornata | Pinerolo | 0 – 1 | Independiente Ivrea | Stadio Luigi Barbieri |

| Torino 4 ottobre 2020, ore 15:30 CEST 3ª giornata | Torino | 4 – 1 | Alessandria | Campo Rapid Torino |